# بهارات موهان أديكاري
بهارات موهان أديكاري (بالنيبالية: भरतमोहन अधिकारी)‏ (4 مايو 1936 في مقاطعة ماهوتاري - 2 مارس 2019 في كاتماندو) سياسي من نيبال.